# Adrenaline (album de Deftones)
Pour les articles homonymes, voir Adrénaline (homonymie).
Albums de Deftones
Around the Fur
(1997)
Singles
1. 7 Words
Sortie : 1995
2. Bored
Sortie : 1996

Adrenaline est le premier album studio du groupe californien de nu metal Deftones, sorti le 1er octobre 1995 par Maverick Records. Avec l'album éponyme de Korn, il contribua à la popularisation du nu metal au milieu des années 1990.

## Liste des chansons
Toutes les chansons sont écrites et composées par Deftones.
| No  | Titre                 | Durée |
| --- | --------------------- | ----- |
| 1.  | Bored                 | 4:06  |
| 2.  | Minus Blindfold       | 4:04  |
| 3.  | One Weak              | 4:29  |
| 4.  | Nosebleed             | 4:26  |
| 5.  | Lifter                | 4:43  |
| 6.  | Root                  | 3:41  |
| 7.  | 7 Words               | 3:43  |
| 8.  | Birthmark             | 4:18  |
| 9.  | Engine No. 9          | 3:25  |
| 10. | Fireal                | 6:36  |
| 11. | Fist (chanson cachée) | 3:35  |